# Ophiogomphus incurvatus
Ophiogomphus incurvatus is een libellensoort uit de familie van de rombouten (Gomphidae), onderorde echte libellen (Anisoptera).
De soort staat op de Rode Lijst van de IUCN als gevoelig, beoordelingsjaar 2007, de trend van de populatie is volgens de IUCN dalend.
De wetenschappelijke naam van de soort werd voor het eerst geldig gepubliceerd in 1982 door Frank Louis Carle.